# 中孝祐
中 孝祐（なか こうすけ、1997年5月6日 - ）は、ラグビーユニオンの選手。2023-24シーズンまで、ジャパンラグビーリーグワンコベルコ神戸スティーラーズに所属した。

## プロフィール
- 奈良県出身[1]。
- ポジションはウィング(WTB)。
- 身長 177 cm、体重 87 kg
- ニックネームはこうすけ。友達はオクタニ。趣味は荒野行動
- 7人制日本代表に選ばれたことがある[2]。
- 大阪府中学校選抜に選ばれたことがある[3]
- 憧れの人物は近藤英人。
- 弟の俊一朗もラグビー選手[4](現・東海大仰星高校)。

## 略歴
2016年、東海大仰星高校(現・東海大大阪仰星高校)卒業後、関西学院大学に入学した。
2020年、関西学院大学卒業後、神戸製鋼コベルコスティーラーズ(現・コベルコ神戸製鋼スティーラーズ)に加入。
2022年1月29日に行われたJAPAN RUGBY LEAGUE ONE第1節埼玉ワイルドナイツ戦にて途中出場で公式戦初出場を果たした。
2024年5月、コベルコ神戸スティーラーズを退団。